# Aidsreferentiecentrum
Een aidsreferentiecentrum  (ARC) is een centrum dat zich gespecialiseerd heeft in het opsporen, behandelen en begeleiden van personen met hiv en aids. Deze centra zijn opgericht omdat het aantal besmette personen sinds 2000 een aanmerkelijke stijging te zien gaf.
Mensen met hiv of aids worden door de huisarts doorverwezen naar een ARC of soms naar een gespecialiseerde huisarts in de buurt. In een ARC worden patiënten zowel medisch als psychologisch onderzocht. Daarnaast vinden er in het ARC ook psychosociale begeleiding, seksuologische begeleiding en wetenschappelijk onderzoek plaats.

## Lijst van centra
België  telt 9 ARC. 
- ARC Antwerpen, ITG - Instituut voor Tropische Geneeskunde
- ARC Brussel, UCL - Universitair ziekenhuis Saint-Luc
- ARC Brussel, UMC - Universitair Medisch Centrum Sint-Pietersziekenhuis
- ARC Brussel, VUB - Universitair Ziekenhuis Brussel
- ARC Brussel, ULB - Erasmus Ziekenhuis Brussel
- ARC Gent, Universitair Ziekenhuis Gent
- ARC Leuven, Universitair Ziekenhuis Gasthuisberg
- ARC Luik, ULC
- ARC Charleroi